# Lill-Gåstjärnen (Hörnefors socken, Västerbotten)
Lill-Gåstjärnen är en sjö i Umeå kommun i Västerbotten och ingår i Hörnån-Öreälvens kustområde.